# Флегмовое число

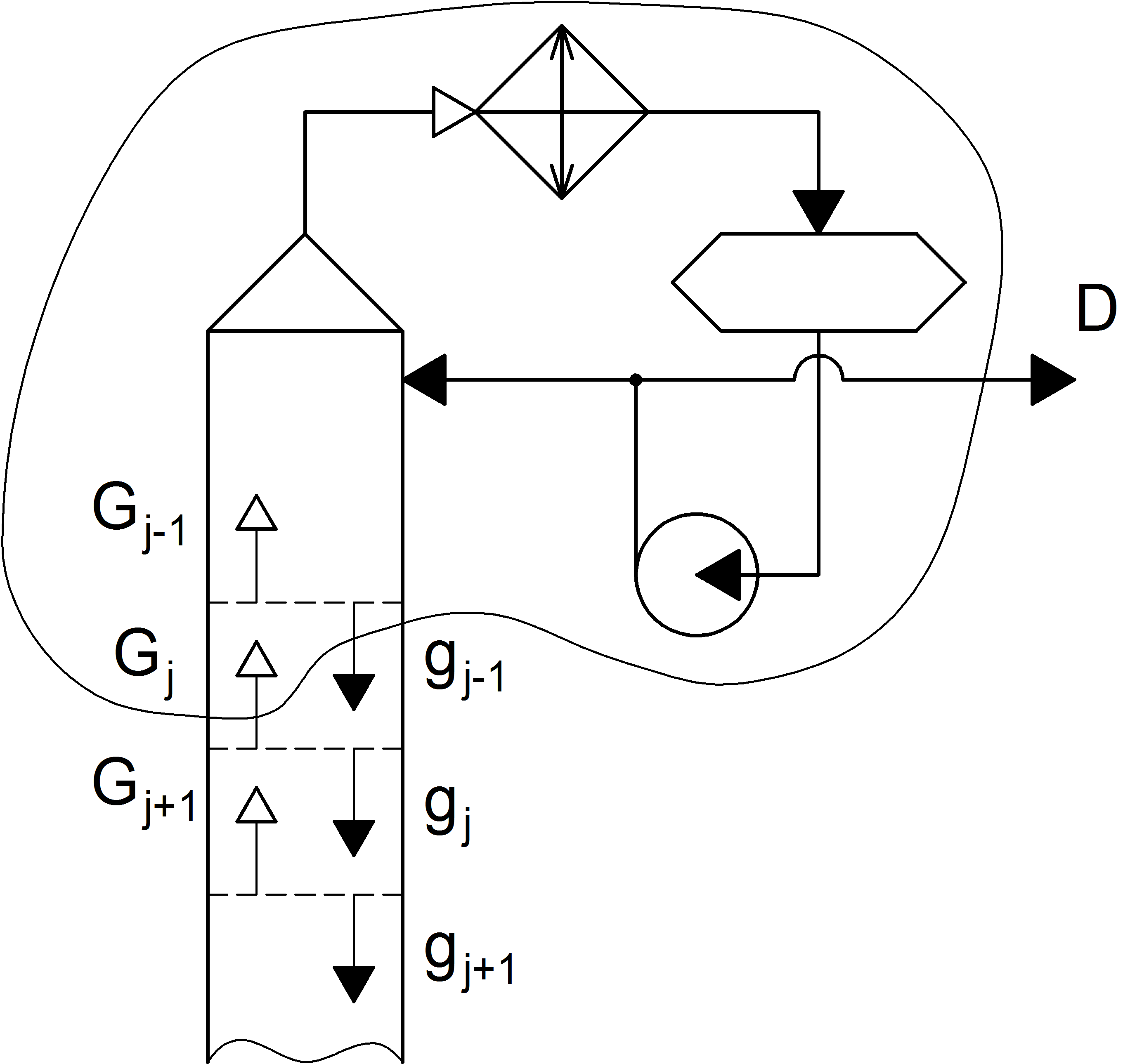
Схема потоков в укрепляющей секции колонны

Фле́гмовое число́ (коэффицие́нт ороше́ния) — параметр работы ректификационной колонны, определяющий эффективность процесса разделения в концентрационной секции колонны; наряду с числом теоретических тарелок является важнейшим параметром, определяющим качество разделения.
Флегмовое число представляет собой отношение количества жидкости, стекающей с любой тарелки в концентрационной секции колонны (от места ввода сырья до отбора верхнего продукта — дистиллята), к количеству отбираемого дистиллята.
Уравнение материального баланса для произвольно выбранного контура концентрационной секции колонны:
{\displaystyle G_{j}=g_{j-1}+D}
где {\displaystyle G_{j}} — расход пара, покидающего j-ю тарелку, {\displaystyle g_{j-1}} — расход жидкости, поступающей на j-ю тарелку с вышележащей тарелки, D — расход дистиллята.
Тогда флегмовое число запишется как отношение {\displaystyle F_{j}={\frac {g_{j-1}}{D}}}.
Флегмовое число является характеристикой только укрепляющей (концентрационной) секции колонны; ниже зоны питания в качестве аналогичной характеристики выступает паровое число, которое представляет собой отношение количества пара, поднимающегося с любой тарелки в отгонной секции колонны (от места ввода сырья до отбора нижнего продукта — остатка), к количеству отбираемого остатка. В случае полной ректификационной колонны (имеющей и концентрационную, и отгонную секции) часто упоминают лишь флегмовое число, поскольку его изменение влияет на величину парового числа. Стоит однако помнить, что в случае неполной отгонной колонны качество отбираемого продукта (остатка) будет зависеть только от парового числа.
Флегмовое число может принимать любые значения в интервале от Fmin (в режиме минимального орошения) до бесконечности (в режиме полного орошения) при заданном качестве дистиллята, а также других параметрах, определяющих процесс разделения в колонне (давление, доля пара в сырье, поступающем в зону питания колонны). В случае невыполнения этого условия на практике заданная чистота дистиллята достигаться не будет.
Увеличение флегмового числа на работающей колонне (с определённым числом физических тарелок), то есть уменьшение отбора дистиллята с одновременным увеличением количества орошения, направляемого обратно в колонну, будет приводить к повышению эффективности разделения (увеличению КПД физических тарелок и соответствующему увеличению количества теоретических тарелок) и увеличению содержания низкокипящих компонентов в дистилляте.